# Sergei Alexandrowitsch Jermischin
Sergei Alexandrowitsch Jermischin (russisch Сергей Александрович Ермишин, auch Sergey Ermishin oder Sergey Yermishin transkribiert; * 4. Juni 1970 in Saratow, Sowjetunion) ist ein ehemaliger russischer Beachvolleyballspieler.

## Karriere
Jermischin spielte 1996 und 1997 seine ersten internationalen Turniere mit Rushan Dajanow. 1998 konnte er an der Seite von Andrei Gorbenko keine vorderen Platzierungen erreichen. Ab 1999 trat er mit Michail Kuschnerjow an. Bei der Weltmeisterschaft in Marseille belegten die Russen Platz 17 und anschließend wurden sie Neunte der Europameisterschaft in Palma. Ebenfalls Neunter wurden sie bei zwei Open-Turnieren. Im folgenden Jahr wurden sie Fünfte in Rosarito und Dritte in Teneriffa. Bei der EM in Getxo mussten sie sich den Schweizer Duos Heyer/Egger und Kobel/Heuscher geschlagen geben. Im September nahmen sie am olympischen Turnier in Sydney teil und unterlagen im Achtelfinale den Kanadiern Child/Heese. 2001 schafften sie diverse Top-Ten-Ergebnisse auf der FIVB-Tour. Bei der WM in Klagenfurt verloren sie im Achtelfinale gegen die Schweizer Laciga-Brüder, und bei der EM in Jesolo waren die Österreicher Doppler/Gartmayer sowie die Portugiesen Maia/Brenha zu stark für die Russen.